# Rajdowe Samochodowe Mistrzostwa Polski 1964

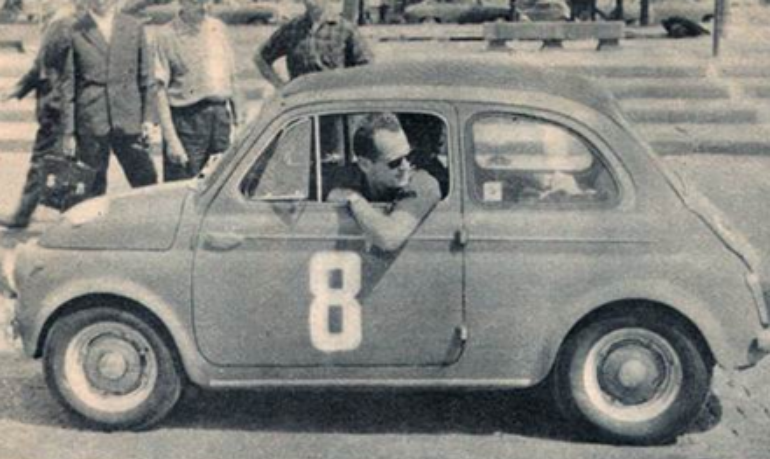
Zwycięzca Rajdu Polski 1964 Sobiesław Zasada

Ten artykuł dotyczy sezonu 1964 Rajdowych Samochodowych Mistrzostw Polski.

## Kalendarz[1]
| Runda | Data                | Nazwa rajdu                | Baza rajdu | Nawierzchnia | Zwycięzca                                                                                     | Wsp. | Raport |
| ----- | ------------------- | -------------------------- | ---------- | ------------ | --------------------------------------------------------------------------------------------- | ---- | ------ |
| 1     | 28 lutego-1 marca   | 2. Podkarpacki Rajd Zimowy | Rzeszów    | lód/śnieg    | Ludwik Postawa                                                                                | 3    | Wyniki |
| 2     | 30-31 maja          | 8. Rajd Dolnośląski        | Wrocław    | asfalt       | Stefan Munchberg Antoni Weiner Wojciech Młyńczyk Alfons Tobolski Kazimierz Osiński Jan Wolski | 3    | Wyniki |
| 3     | 30 lipca-2 sierpnia | 24. Rajd Polski            | Kraków     | asfalt       | Sobiesław Zasada                                                                              | 5    | Wyniki |
| 4     | 19-20 września      | 14. Rajd Wisły             | Wisła      | asfalt       | Franciszek Postawka                                                                           | 3    | Wyniki |

## Klasyfikacje Rajdowych Samochodowych Mistrzostw Polski 1964[1]
- Punktacja RSMP:

Podział samochodów rajdowych według międzynarodowych regulaminów FIA:
- Kategoria 1 (turystyczna) - samochody produkowane w ilości co najmniej 1000 egzemplarzy w ciągu roku. W ramach tej kategorii istniały dwie podkategorie: samochody turystczne seryjne z bardzo ograniczoną możliwością przeróbek (grupa I) i samochody turystyczne ulepszone z dużo większym zakresem dozwolonych przeróbek (grupa II).
- Kategoria 2 (GT) - samochody produkowane w ilości co najmniej 100 egzemplarzy w ciągu roku (Grupa III).

W RSMP obie kategorie podzielone były na klasy według pojemności skokowej silnika:
Kategoria 1:
- klasa 1 - do 700 cm3
- klasa 2 - do 850 cm3
- klasa 3 - do 1000 cm3
- klasa 4 - do 1300 cm3
- klasa 5 - powyżej 1300 cm3

Kategoria 2:
- klasa 1 - do 1000 cm3
- klasa 2 - powyżej 1000 cm3

W każdej z klas prowadzona była odrębna klasyfikacja, nie było natomiast w RSMP klasyfikacji generalnej.
W RSMP sklasyfikowani mogli być zawodnicy, którzy wystartowali w co najmniej 3 eliminacjach.
Kategoria 2 klasa 2
| Poz. | Kierowca            | Samochód                                          | Suma pkt |
| ---- | ------------------- | ------------------------------------------------- | -------- |
| 1    | Franciszek Postawka | Volvo PV544                                       |          |
| 2    | Ksawery Frank       | Volvo PV544 Volkswagen 1500 S Mercedes-Benz 220 S |          |

Kategoria 2 klasa 1
| Poz. | Kierowca      | Samochód      | Suma pkt |
| ---- | ------------- | ------------- | -------- |
| 1    | Antoni Weiner | Morris Cooper |          |

Kategoria 1 klasa 4
| Poz. | Kierowca                  | Samochód         | Suma pkt |
| ---- | ------------------------- | ---------------- | -------- |
| 1    | Jan Soczek Zenon Leszczuk | Škoda Octavia TS |          |
| 2    | Wojciech Młyńczyk         | Volkswagen 1200  |          |

Kategoria 1 klasa 3
| Poz. | Kierowca                         | Samochód      | Suma pkt |
| ---- | -------------------------------- | ------------- | -------- |
| 1    | Alfons Tobolski Jerzy Sypniewski | Wartburg 1000 |          |
| 2    | Stefan Dobrzyński                | Wartburg 1000 |          |

Kategoria 1 klasa 2
| Poz. | Kierowca                              | Samochód                      | Suma pkt |
| ---- | ------------------------------------- | ----------------------------- | -------- |
| 1    | Kazimierz Osiński Mieczysław Sochacki | Fiat 600 D                    |          |
| 2    | Adam Wędrychowski Marek Varisella     | Renault Dauphine Syrena 103 S |          |

Kategoria 1 klasa 1
| Poz. | Kierowca         | Samochód    | Suma pkt |
| ---- | ---------------- | ----------- | -------- |
| 1    | Jan Wolski       | Trabant 600 |          |
| 2    | Jerzy Pacanowski | Trabant 600 |          |